# Ayoub Ferkous
Ayoub Ferkous, né le 9 avril 2003 à Constantine, est un coureur cycliste algérien.

## Biographie
Ayoub Ferkous est originaire de Constantine, une ville située au nord-est de l'Algérie. Son frère jumeau Abdelkrim est lui aussi coureur cycliste. En 2021, il représente son pays aux championnats du monde juniors, où il abandonne. Deux ans plus tard, il s'impose sur diverses courses nationales algériennes. Il termine également huitième du Tour d'Algérie et dixième du Grand Prix Chantal Biya. 
Lors de la saison 2024, il porte occasionnellement les couleurs de l'équipe du Centre mondial du cyclisme. Avec cette structure, il remporte la septième étape du Tour d'Algérie, sur ses terres natales de Constantine,. Il s'agit de sa première victoire acquise sur une compétition inscrite au calendrier de l'UCI. La même année, il finit deuxième et meilleur coureur espoir du championnat d'Algérie. 

## Palmarès et résultats

### Palmarès par année
- 2023
  - Grand Prix Didouche Mourad :
    - Classement général
    - 2e étape

  - 2e étape du Tour d'Oum El Bouaghi
  - 3e du Tour d'Oum El Bouaghi
- 2024
  -  Champion d'Algérie sur route espoirs
  - 7e étape du Tour d'Algérie
  - 2e du championnat d'Algérie sur route
  - 3e du Grand Prix de la ville d'Alger

### Classements mondiaux
| Année           | 2023 |
| --------------- | ---- |
| UCI Africa Tour | 151e |